# Aybak (Afganistan)
Aybak (arabă ایبک) este un oraș din Afganistan.